# Volrado IV di Waldeck
Volrado IV di Waldeck (7 luglio 1588 – Bad Arolsen, 6 ottobre 1640) fu conte di Waldeck e il fondatore del nuovo ramo di Waldeck-Eisenberg.

## Biografia
Era il secondo figlio maschio di Giosia I e di sua moglie, la contessa Maria di Barby-Mühlingen.
Le politiche territoriali di suo padre, il conte Giosia I, avevano portato la contea di Waldeck sempre più in conflitto con l'adiacente langraviato d'Assia. L'Assia aveva esercitato una considerevole influenza sul Waldeck durante la riforma protestante. Il conflitto arrivò alla fine nel 1615, quando la città di Korbach depose un magistrato nominato da Volrado e chiese all'Assia di nominarne uno nuovo. I conti di Waldeck tentarono di intervenire. L'Assia rispose rivendicando non solo la signoria feudale, ma anche la sovranità su Waldeck. Nel 1621, il langravio Maurizio d'Assia-Kassel  invase la contea. Volrado fuggì dal paese e chiese aiuto agli stati generali olandesi e allo Statolder Maurizio. Il fratello di Volrado, Cristiano, invece si rivolse all'imperatore Ferdinando II per il sostegno. Ferdinando II costrinse l'Assia a lasciare la contea di Waldeck.
Nel 1625, Volrado e Cristiano ereditarono la contea di Pyrmont. Da allora, si designarono conti di Waldeck-Pyrmont. Durante la guerra dei trent'anni, persero il controllo di Pyrmont, tuttavia, la contea gli fu restituita dopo la pace di Vestfalia. Nel 1639, ereditò la contea di Culemborg (ora parte dei Paesi Bassi) e alcune proprietà più piccole tramite la moglie.
Volrado fu un membro della Società dei Carpofori, con il nomignolo di der Frühespate.
Volrado morì nel 1640 e fu sepolto nella chiesa di San Chiliano a Korbach.

## Matrimonio e figli
Sposò l'8 settembre 1607 a Durlach la margravia Anna di Baden-Hachberg (1587-1649), figlia di Giacomo III di Baden-Hachberg e di Elisabetta di Culemburg-Pallandt, da cui ebbe i seguenti figli: 
- Maria Elisabetta (2 settembre 1608 - 19 febbraio 1643), sposò nel 1634 margravio Federico V di Baden-Durlach (1594-1659)
- Giosia Fiorenzo (23 luglio 1612 - 1 febbraio 1613)
- Filippo Teodoro, conte di Waldeck-Eisenberg (2 novembre 1614 - 7 dicembre 1645)
- Giovanni Ludovico (20 novembre 1616 - 17 luglio 1638)
- Giorgio Federico, primo principe di Waldeck (10 febbraio 1620 - 19 novembre 1692)
- Giacomo (2 maggio 1621 - 3 giugno 1645)
- Cristiano (*/† 1623)
- Anna Giuliana (*/† 1624)
- Volrado V, maggior generale brandenburghese  (25 novembre 1625 - 29 gennaio 1657)
- Carlotta (*/† 1629)